# Casa John Corliss
La Casa John Corliss (o Casa Kilton-Wilkinson) es una casa histórica en la ciudad de Providence, la capital del estado de Rhode Island (Estados Unidos).

## Descripción
La casa es una estructura de estructura de madera de dos pisos y medio con techo abuhardillado, construida c. 1746-1750 como dúplex, que alberga a las familias de Dinah Kilton y David Wilkinson. Ambos lados de la casa fueron adquiridos en 1763 por George Corliss, quien la convirtió para uso unifamiliar. El exterior tiene un estilo georgiano relativamente simple, mientras que el interior ha sido objeto de modificaciones significativas, debido a las modificaciones de Corliss y renovaciones posteriores. En el siglo XX, la propiedad se utilizó como tienda y algunas de sus adiciones finalmente fueron destruidas por un incendio. John Corliss, el hijo de George, fue un destacado hombre de negocios que contribuyó significativamente al desarrollo económico de Providence en las décadas cercanas al siglo XIX.
Esta casa es uno de los pocos edificios prerrevolucionarios que sobrevivió a un incendio de 1801 en la zona, y ahora se encuentra de manera un tanto incongruente en un área ocupada principalmente por edificios comerciales de ladrillo más grandes.
La casa fue incluida en el Registro Nacional de Lugares Históricos en 1974.

## Galería

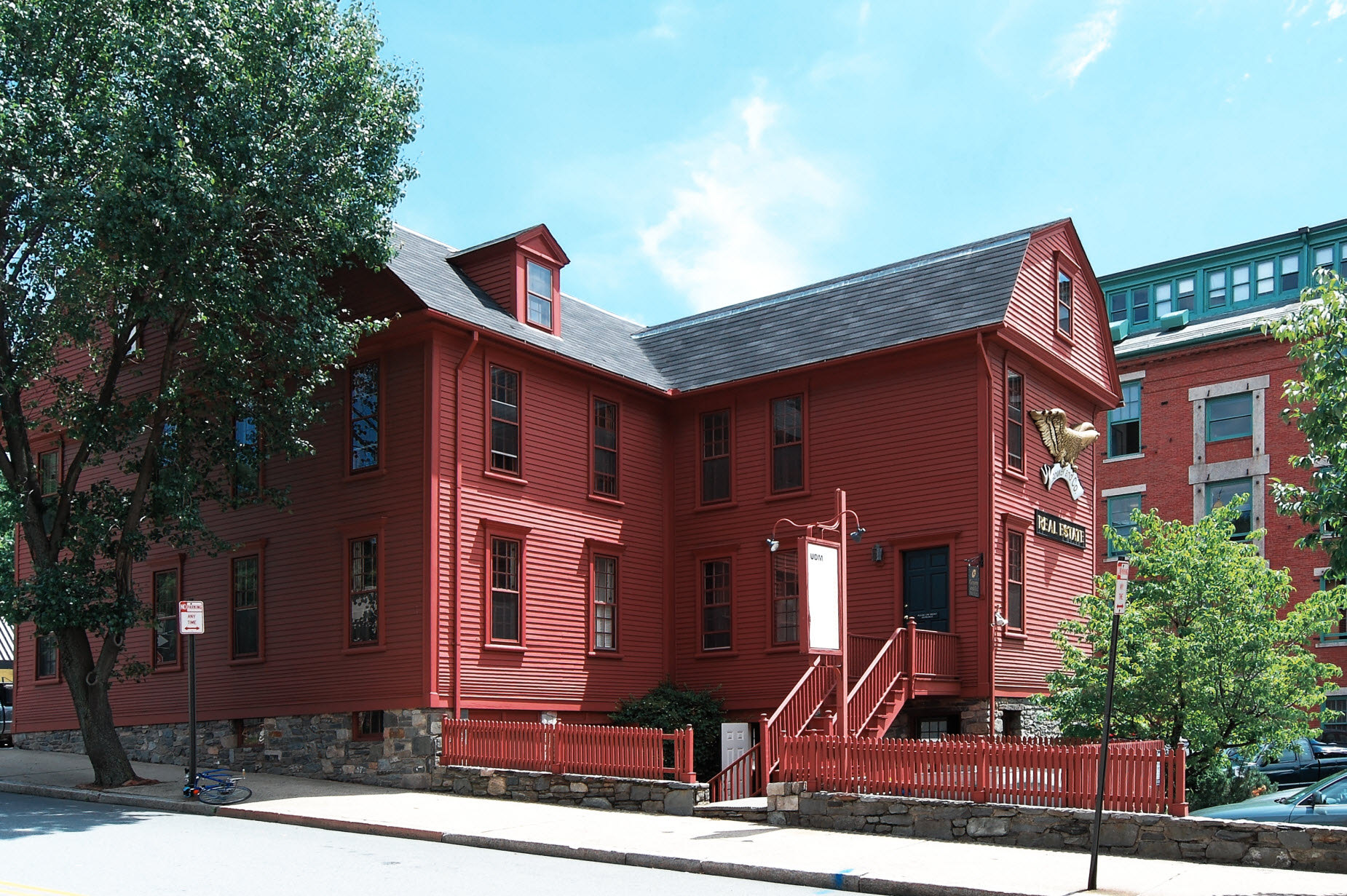
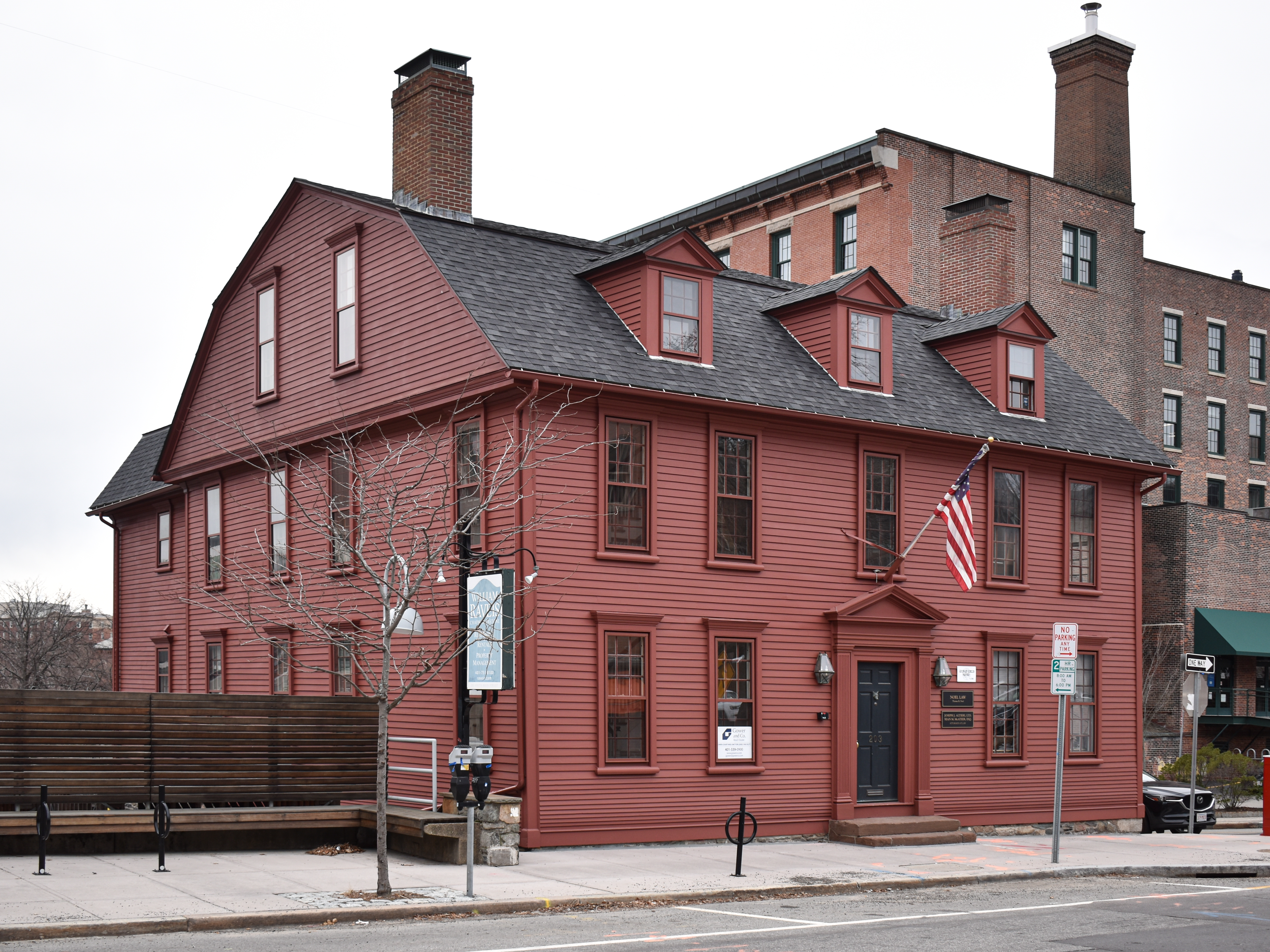